# The Hurricane
The Hurricane är en amerikansk biografisk dramafilm från 1999 i regi av Norman Jewison, med manus skrivet av Armyan Bernstein och Dan Gordon baserat på två böcker, dels Rubin Carters självbiografi The 16th Round från 1974 och dels Lazarus and the Hurricane från 1991 skriven av Sam Chaiton och Terry Swinton.
Filmens titelroll, som den oskyldigt dömde boxaren Rubin "The Hurricane" Carter, spelas av Denzel Washington. De övriga huvudrollerna spelas av John Hannah, Deborah Kara Unger, Liev Schreiber och Vicellous Reon Shannon.

## Handling
New Jersey, 1966. Den populäre boxaren Rubin "Hurricane" Carter (Denzel Washington) har genom snabba och stenhårda slagserier nått toppen av sin karriär och står redo för en match om världsmästartiteln i mellanvikt. Men under kvällen den 17 juni, några månader före matchen, kliver två män in på en bar och skjuter ihjäl tre personer. Rubin och hans vän John Artis är oskyldiga men döms - av en helvit jury - på mycket svaga grunder och bristfälliga bevis till tre gånger livstid. Drömmen om världsmästartiteln är för evigt borta och istället ställs Rubin inför sin värsta utmaning någonsin. Kampen för rättvisan.

## Rollista i urval
- Denzel Washington - Rubin "The Hurricane" Carter
- Vicellous Reon Shannon - Lesra Martin
- Deborah Kara Unger - Lisa Peters
- Liev Schreiber - Sam Chaiton
- John Hannah - Terry Swinton
- Dan Hedaya - Det. Sgt. Della Pesca (baserad på Vincent DeSimone)
- Debbi Morgan - Mae Thelma Carter
- Clancy Brown - Lt. Jimmy Williams
- David Paymer - Myron Beldock
- Harris Yulin - Leon Friedman
- Rod Steiger - domare H. Lee Sarokin
- Vincent Pastore - Alfred Bello
- George T. Odom - Big Ed
- Beatrice Winde - Louise Cockersham
- Badja Djola - Mobutu
- Garland Whitt - John Artis

## Musik i filmen i urval
- Hurricane, musik av Bob Dylan, text av Bob Dylan & Jacques Levy, framförd av Bob Dylan
- Can I Get a Witness, skriven av Eddie Holland, Brian Holland & Lamont Dozier, framförd av Marvin Gaye
- Treasure of Love, skriven av Joe Shapiro, Lou Stallman, framförd av Clyde McPhatter
- Hard Times No One Knows, skriven & framförd av Ray Charles
- A Fool for You, skriven & framförd av Ray Charles
- In the Basement, skriven av Billy Davis, Raynard Miner & Carl Smith, framförd av Etta James
- It Could Happen to You, skriven av Johnny Burke & Jimmy Van Heusen, framförd av Dinah Washington
- So Amazing, skriven av Clark Anderson & Summer Anderson